# Elvis Presley (음반)
《Elvis Presley》(영국 발매시 제목은 《Elvis Presley Rock n' Roll》)는 미국의 가수 겸 음악가 엘비스 프레슬리의 데뷔 정규 음반이다. 1956년 3월 RCA 빅터에서 발행번호 LPM 1254의 모노반으로 발매했다. 녹음 세션은 1월 10일에서 1월 11일까지 테네시주 내슈빌 RCA 빅터 녹음실에서, 1월 30일에서 1월 31일까지 뉴욕 시 RCA 빅터 녹음실에서 진행되었다. 테네시주 멤피스 선 레코드에서 1954년 7월 5일, 8월 19일, 9월 10일, 1955년 7월 11일 취입된 곡들도 있다.
1956년 동 음반은 빌보드 톱 팝 앨범 차트에서 1위를 10주간 차지했다. 차트 정상에 군림한 최초의 로큰롤 음반이며, 1백만 장 판매를 달성한 최초의 로큰롤 음반이다. 2003년 《롤링 스톤》 역대 가장 위대한 음반 500장에서 56위로 등재됐다. 《죽기 전에 반드시 들어야 할 음반 1000장》에 실린 프레슬리 음반 3장 가운데 한 장으로, 다른 두 장은 각각 《Elvis Is Back!》과 《From Elvis in Memphis》이다. 미국음반산업협회에서 1966년 11월 1일 골드 인증을 받고, 2011년 8월 8일 플래티넘 인증까지 받았다.
1956년 영국 첫 발매 시에는 《Rock n' Roll》 제목으로 HMV 발행번호 CLP 1093로 일부 트랙이 변경된 채 발매되었다.

## 곡 목록
| #  | 제목                          | 작사·작곡                   | 녹음 일자       | 재생 시간 |
| -- | ----------------------------- | --------------------------- | --------------- | --------- |
| 1. | 〈〈Blue Suede Shoes〉〉      | 칼 퍼킨스                   | 1956년 1월 30일 | 2:00      |
| 2. | 〈〈I'm Counting on You〉〉   | 돈 로버트슨                 | 1956년 1월 11일 | 2:25      |
| 3. | 〈〈I Got a Woman〉〉         | 레이 찰스 레널드 리처드     | 1956년 1월 10일 | 2:25      |
| 4. | 〈〈One Sided Love Affair〉〉 | 빌 캠벨                     | 1956년 1월 30일 | 2:11      |
| 5. | 〈〈I Love You Because〉〉    | 리언 페인                   | 1954년 7월 5일  | 2:43      |
| 6. | 〈〈Just Because〉〉          | 밥 셸턴 조 셸턴 시드니 로빈 | 1954년 9월 10일 | 2:34      |

| #  | 제목                                                | 작사·작곡                            | 녹음 일자       | 재생 시간 |
| -- | --------------------------------------------------- | ------------------------------------ | --------------- | --------- |
| 1. | 〈〈Tutti Frutti〉〉                                | 도로시 라보스트리 리처드 웨인 페니먼 | 1956년 1월 31일 | 1:59      |
| 2. | 〈〈Tryin' to Get to You〉〉                        | 로즈 마리 맥코이 찰스 싱글턴         | 1955년 7월 11일 | 2:31      |
| 3. | 〈〈I'm Gonna Sit Right Down and Cry (Over You)〉〉 | 하워드 빅스 조 토머스                | 1956년 1월 31일 | 2:01      |
| 4. | 〈〈I'll Never Let You Go (Little Darlin')〉〉      | 지미 웨이클리                        | 1954년 9월 10일 | 2:24      |
| 5. | 〈〈Blue Moon〉〉                                   | 리처드 로저스 로렌즈 하트            | 1954년 8월 19일 | 2:40      |
| 6. | 〈〈Money Honey〉〉                                 | 제시 스톤                            | 1956년 1월 10일 | 2:36      |

## 인증
| 국가                       | 인증     | 판매량/출하량 |
| -------------------------- | -------- | ------------- |
| 미국 (RIAA)                | 플래티넘 | 1,000,000^    |
| ^출하량을 기반으로 한 인증 |          |               |

## 참고 문헌
- Jorgenson, Ernst (1998). Elvis Presley: A Life In Music – The Complete Recording Sessions. New York: St. Martin's Press. ISBN 0-312-18572-3
- Elvis Presley Special Edition FTD CD In depth review : http://www.elvisinfonet.com/ftdreview_ElvisPresleyDeluxe.html
- Elvis Presley Special Edition FTD CD Information: https://web.archive.org/web/20140517014400/http://shop.elvis.com.au/prod1462.htm